# 辽陵
辽陵及奉陵邑中国辽朝帝王陵墓及奉陵邑遗址。位于内蒙古自治区赤峰市巴林左旗附近。主要包括辽太祖祖陵、辽太宗和辽穆宗怀陵、辽圣宗、辽兴宗和辽道宗墓葬。
祖陵为辽太祖耶律阿保机与皇后述律平合葬墓，位于巴林左旗东镇西南山中，三面环山，前临沙河。陵墓分内外二城，内城遗址现存一石室建筑，用七块花岗岩砌筑。前壁两块，中间断开为门，左、右、后壁各用一块，室内用一块作为石床。石室高3.5米，长6.7米，宽4.8米。座西朝东。附近现存圣迹殿和殿东楼阁遗址，内存有花岗岩石碑一座。其后为祖庙遗址。陵园附近为奉陵邑祖州城遗址。
怀陵葬辽太宗耶律德光和辽穆宗耶律璟两帝，位于巴林右旗北岗岗庙村。陵园东西宽5公里，南北长2.5公里。附近皆以石墙封堵，中间建石墙，分内外二陵区。祭殿东西宽16-17米，南北长13-14米，高0.7-1.5米。辽太宗封土高5.2米，直径32米。顶部已塌陷，陷坑直径13米，深0.7米。其北800米为辽穆宗陵，墓冢已毁，仅存一深2.1米，直径27米的盗洞。陵园附近为奉陵邑怀州城遗址。
庆陵葬辽圣宗耶律隆绪，辽兴宗耶律宗真和辽道宗耶律洪基三帝。位于巴林右旗白塔子西北黑岭东南。陵园及陵墓已被焚烧盗掘破坏，现仅存奉陵邑庆州城白塔遗址。